# 60xDeutschland
60xDeutschland ist ein multimediales Projekt der ARD – unter Federführung des RBB – anlässlich des 60-jährigen Bestehens der Bundesrepublik Deutschland 2009. Es besteht aus je einer 60-teiligen Dokumentationsreihe für Fernsehen und Hörfunk, einer DVD-Reihe, einem Begleitbuch sowie einer Website.

## Fernseh-Reihe
Jede der 60 Folgen dauert 15 Minuten und umfasst jeweils ein Jahr und dessen Ereignisse in der BRD
und der DDR. Produziert wurde die Reihe vom RBB unter der Leitung von Johannes Unger. Der RBB griff für die Beiträge auch auf Material aus den Archiven anderer Sender der ARD zurück.
Moderiert wird die Sendung von Sandra Maischberger, die jeweils nur am Anfang und Ende einer Folge, vor einer Aufnahme aus dem Inneren der Reichstagskuppel, zu sehen ist. Sprecher Norbert Langer kommentiert die Archivaufnahmen.
Die Erstausstrahlung der Folgen lief vom 2. März 2009 bis zum 22. Mai 2009 im Ersten und vom 3. März 2009 bis zum 3. Juni 2009 im RBB. Die Reihe war und ist darüber hinaus auch auf anderen Sendern der ARD wie den Dritten Programmen und Phoenix zu sehen.

## DVD-Reihe
Seit dem 30. Oktober 2009 ist die Dokumentationsreihe als sechsteilige DVD-Box im Handel erhältlich. Die DVDs, die jeweils zehn Folgen und damit zehn Jahre umfassen, sind auch einzeln verfügbar.
Seit dem 2. Dezember 2010 bietet die Bundeszentrale für politische Bildung eine nichtkommerzielle DVD-Edition der Reihe für die schulische und außerschulische Bildung an. Diese umfasst ebenfalls sechs DVDs sowie ein Booklet, in dem sich zu jedem Jahr ein zusammenfassender Text sowie zeitgenössische Fotos und Fernsehbilder befinden.

## Hörfunk-Reihe
Analog zur TV-Reihe besteht auch die Hörfunk-Reihe aus 60 Folgen, die jeweils die Ereignisse eines Jahres in 15 Minuten beschreiben. Dazu wurde vorrangig auf O-Töne aus der damaligen Zeit zurückgegriffen.
Die von freien Mitarbeitern des rbb-Hörfunks produzierten Features waren vom 2. März bis zum 22. Mai 2009 auf dessen Sendern Antenne Brandenburg (montags bis freitags, 18:10 Uhr) und Inforadio (montags bis freitags, 18:45 Uhr) zu hören.

## Begleitbuch
Als Begleitung zur Dokumentationsreihe erschien am 3. Februar 2009 die Chronik „60xDeutschland – Die Jahresschau“ beim Nikolai-Verlag. Das von Sandra Maischberger und Johannes Unger herausgegebene Buch umfasst insgesamt 264 Seiten, jeweils vier behandeln ein Jahr in Text und Bildern.

## Website
Die Website des Projekts bildet eine Multimedia-Bibliothek mit Bildern, Videos und Audioaufnahmen zu wichtigen Ereignissen der deutschen Nachkriegsgeschichte, die über einen Zeitstrahl aufgerufen und auch kommentiert werden können. Gestartet am 2. März 2009, wurde die Chronik jeweils zur Erstausstrahlung einer Folge um das jeweilige Jahr ergänzt.
Seit Ende Oktober 2010 sind auf der Website die TV-Features und kurze Begleittexte auch in englischer und arabischer Sprache abrufbar. Diese Versionen wurden von Deutsche Welle TV produziert.
Für die Website kooperierte der RBB mit tagesschau.de sowie der Bundeszentrale für politische Bildung, auf deren Website die einzelnen Filme ebenfalls gezeigt werden.